# 韦斯科瓦托 (上科西嘉省)
韦斯科瓦托（法語：Vescovato，法語發音：[vɛskɔvato]）是法国上科西嘉省的一个市镇，属于科尔泰区。

## 地理
韦斯科瓦托（42°29'39"N, 9°26'24"E）面积17.52 平方千米，位于法国上科西嘉省，该省份位于科西嘉北部，后者为地中海西部的一座岛屿，也是法国的一个单一领土集体，位于法国大陆部分的东南面，意大利半島的西面，最临近的地块是撒丁岛。
与韦斯科瓦托接壤的市镇（或旧市镇、城区）包括：卢恰纳、蒙泰、文佐拉斯卡。

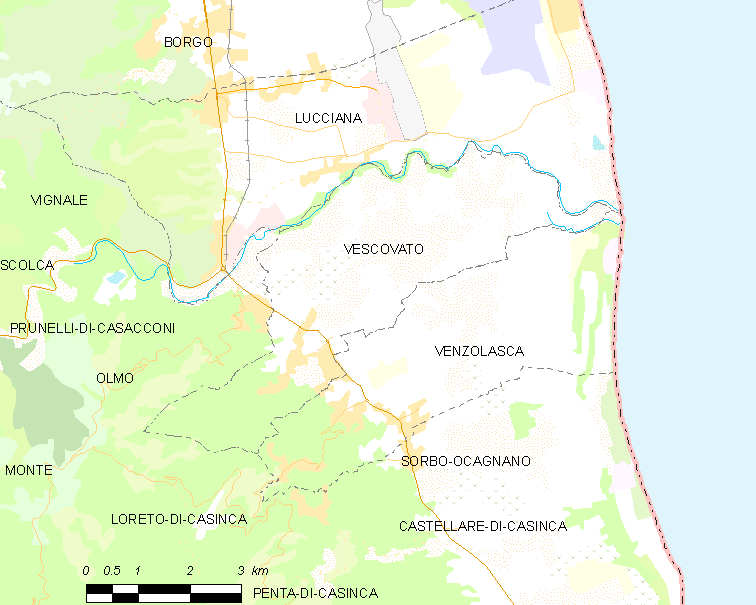
的OSM定位图

韦斯科瓦托的时区为UTC+01:00、UTC+02:00（夏令时）。

## 行政
韦斯科瓦托的邮政编码为20215，INSEE市镇编码为2B346。

## 政治
韦斯科瓦托所属的省级选区为卡辛卡-富马尔托县。

## 人口

1962-2008年间人口变化图示

韦斯科瓦托于2022年1月1日时的人口数量为3393人。